# Båtflykting

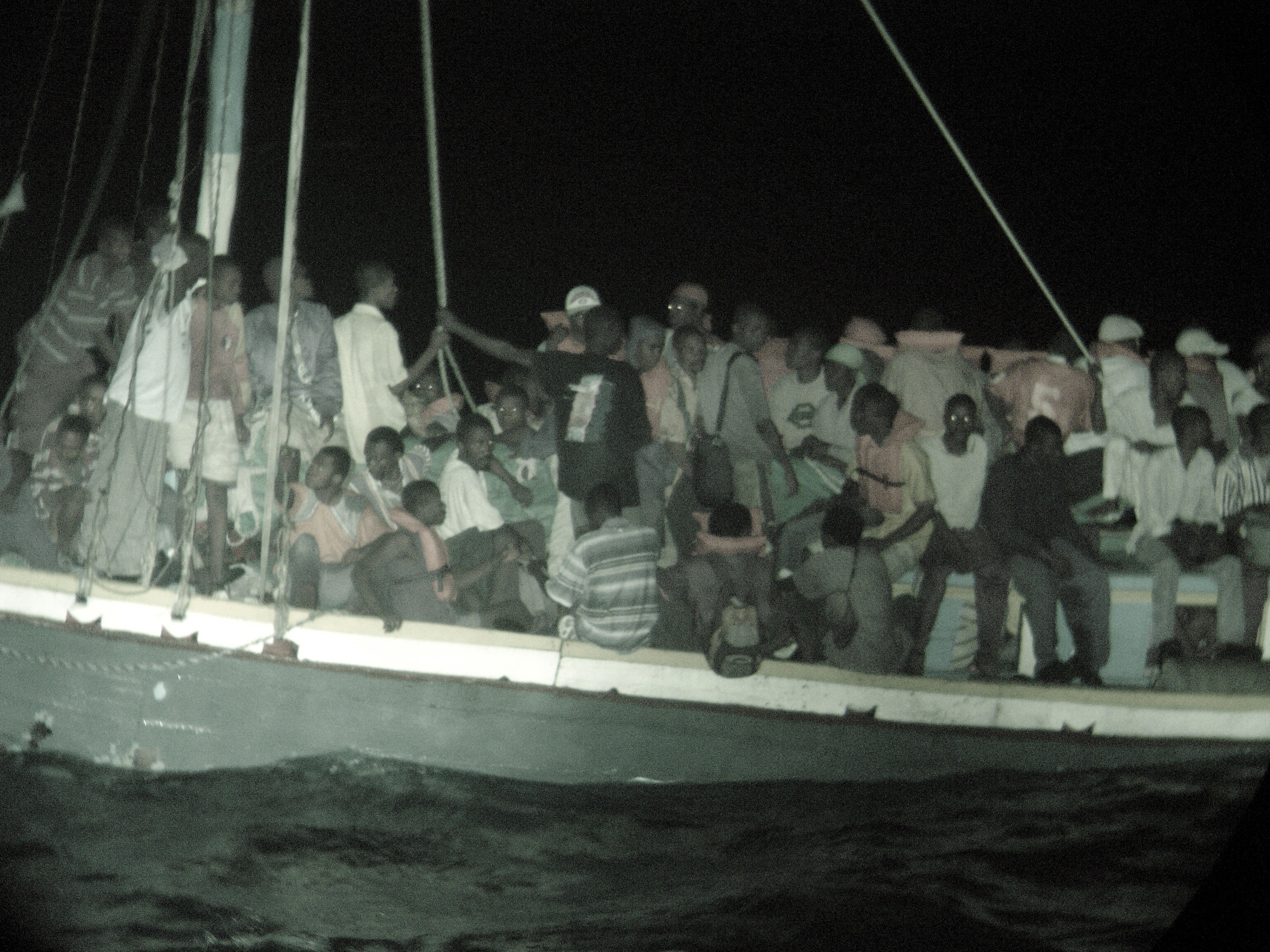
Båtflyktingar från Haiti.

Båtflykting syftar på flyktingar och andra asylsökande som emigrerar med båt eller flotte, ofta i grupp och på allehanda sjöodugliga och osäkra farkoster. Termen kom till användning (engelska: boat people) sent 1970-tal för att beskriva massflykten från Vietnam, vietnamesiska båtflyktingar. Andra kända exempel på båtflyktingar är afrikanska medborgare som försöker ta sig till EU genom att korsa Medelhavet i båtar; flyktingar från Kuba och Haiti som försöker ta sjövägen till USA, eller flyktingar från Sri Lanka som försöker åka båt till Australien.
Enligt en rådgivare till Libyens regering smugglas IS-krigare av människosmugglare över Medelhavet som flyktingar till Europa.